# Agadão
Agadão é uma povoação portuguesa que foi sede da Freguesia de Agadão do Município de Águeda, freguesia que tinha 39,4 km² de área e 373 habitantes (2011), e, por isso, uma densidade populacional de 9,5 hab/km².
A Freguesia de Agadão foi extinta (agregada), em 2013, no âmbito de uma reforma administrativa nacional, tendo sido agregada às freguesias de Belazaima do Chão e Castanheira do Vouga, para formar uma nova freguesia denominada União das Freguesias de Belazaima do Chão, Castanheira do Vouga e Agadão.

## Geografia
Localizada na extremidade sueste do município, Agadão tem como vizinhas as localidades de Belazaima do Chão a sudoeste e de Castanheira do Vouga a noroeste e os Municípios de Tondela a leste e Mortágua a sul. A freguesia é atravessada pelo rio Agadão.

## População
| Número de habitantes | Número de habitantes | Número de habitantes | Número de habitantes | Número de habitantes | Número de habitantes | Número de habitantes | Número de habitantes | Número de habitantes | Número de habitantes | Número de habitantes | Número de habitantes | Número de habitantes | Número de habitantes | Número de habitantes |
| -------------------- | -------------------- | -------------------- | -------------------- | -------------------- | -------------------- | -------------------- | -------------------- | -------------------- | -------------------- | -------------------- | -------------------- | -------------------- | -------------------- | -------------------- |
| 1864                 | 1878                 | 1890                 | 1900                 | 1911                 | 1920                 | 1930                 | 1940                 | 1950                 | 1960                 | 1970                 | 1981                 | 1991                 | 2001                 | 2011                 |
| 552                  | 626                  | 558                  | 624                  | 670                  | 597                  | 684                  | 792                  | 860                  | 847                  | 736                  | 646                  | 587                  | 496                  | 373                  |

| Distribuição da População por Grupos Etários | Distribuição da População por Grupos Etários | Distribuição da População por Grupos Etários | Distribuição da População por Grupos Etários | Distribuição da População por Grupos Etários | Distribuição da População por Grupos Etários | Distribuição da População por Grupos Etários | Distribuição da População por Grupos Etários | Distribuição da População por Grupos Etários | Distribuição da População por Grupos Etários |
| -------------------------------------------- | -------------------------------------------- | -------------------------------------------- | -------------------------------------------- | -------------------------------------------- | -------------------------------------------- | -------------------------------------------- | -------------------------------------------- | -------------------------------------------- | -------------------------------------------- |
| Idade                                        | 0-14                                         | 15-24                                        | 25-64                                        | > 65                                         |                                              | 0-14                                         | 15-24                                        | 25-64                                        | > 65                                         |
| 2001                                         | 57                                           | 69                                           | 243                                          | 126                                          |                                              | 11,5%                                        | 13,9%                                        | 49,0%                                        | 25,6%                                        |
| 2011                                         | 41                                           | 29                                           | 197                                          | 106                                          |                                              | 11,0%                                        | 7,8%                                         | 52,8%                                        | 28,4%                                        |

Média do País no censo de 2001:   0/14 Anos-16,0%;  15/24 Anos-14,3%;  25/64 Anos-53,4%;  65 e mais Anos-16,4%
Média do País no censo de 2011:    0/14 Anos-14,9%;  15/24 Anos-10,9%;  25/64 Anos-55,2%;  65 e mais Anos-19,0%
(Fonte: INE)

## Lugares
- Alcafaz
- Bertufo
- Caselho
- Felgueira
- Foz
- Guistola
- Guistolinha
- Lázaro
- Lomba
- Lousa
- Povinha
- Sobreira
- Vila Mendo
- Boa Aldeia
- Corga da Serra

## Economia
Ainda a salientar na localidade, a sua indústria de água serrana, de óptima qualidade, e com projeção a nível não só nacional como também internacional, situada em Alcafaz.
Única no concelho, a sua colónia de férias oferece ainda aos mais jovens um óptimo espaço de recreio e lazer.
As principais atividades económicas desta freguesia são a agricultura, a exploração florestal e indústria (exploração de águas no já referido lugar de Alcafaz e a panificação).

## Património edificado
- Igreja matriz;
- Capela de São Bartolomeu, no local de Alcafaz;
- Capelas de Santo André (Bertufo) de Senhora da Paz (Sobreira) e Santa Bárbara (Felgueira)
- Moinho da foz
- Capelas da Senhora da Penha e das Almas do Marulo

## Festas e romarias
- Sagrado Coração de Jesus (2.º domingo de Junho)
- São Tomé (1.º domingo de Julho)
- Nossa Senhora da Penha - Vilamendo (2.º domingo de Outubro)

## Orago
Santa Maria Madalena

## Gastronomia
As especialidades gastronómicas da localidade são a chanfana e a broa de milho.